# سیارک ۸۱۰۱
سیارک ۸۱۰۱ (به انگلیسی: 8101 Yasue، نامگذاری:1993XK1) هشت هزار و صد و یکمین سیارک کشف شده‌است که در ۱۵ دسامبر ۱۹۹۳ کشف شد.
قدر مطلق سیارک برابر ۲۹.۵ است.